# Włodzimierz Szczęsny
Włodzimierz Szczęsny (ur. 14 lutego 1955, zm. 16 stycznia 2008 w górach Cordillera Darwin) – polski podróżnik, taternik, alpinista, żeglarz i przedsiębiorca.
Włodzimierz Szczęsny był jednym z najbardziej aktywnych członków wrocławskiego środowiska ludzi gór. Absolwent Politechniki Wrocławskiej, od początku lat 80 organizował wyprawy w odległe rejony górskie świata, brał udział m.in. w wyprawach do Tybetu, w Himalaje, na Islandię, Grenlandię, Spitsbergen i Ziemię Ognistą. Zorganizował także rejs na Antarktydę. Był inicjatorem comiesięcznych "Spotkań z górami" odbywających się od roku 1996 w sali DKF gmachu głównego Politechniki Wrocławskiej, na których znani alpiniści i podróżnicy opowiadali o swoich wyprawach. Szczęsny był założycielem istniejącej do dziś we Wrocławiu sieci sklepów z odzieżą i sprzętem górskim "Skalnik". Zginął w czasie wyprawy w górach Ziemi Ognistej.
Został pochowany na cmentarzu przy ul. Kiełczowskiej we Wrocławiu.